# Nathan Cayless

a Compétitions nationales et continentales officielles uniquement.

b Matchs officiels uniquement.
Nathan Cayless, né le 28 mars 1978 à Sydney (Australie), est un joueur de rugby à XIII néo-zélandais évoluant au poste de pilier dans les années 1990, 2000 et 2010. Grand espoir du rugby à XIII australien en étant dans les sélections jeunes, il choisit finalement de revêtir le maillot de la Nouvelle-Zélande  d'où sont originaires ses parents. Il effectue toute sa carrière en club à Parramatta y disputant 259 rencontres en Australian Rugby League et National Rugby League, il prend part à deux finales perdues avec Parramatta de NRL. Avec la sélection de Nouvelle-Zélande, il prend part à deux éditions de Coupe du monde dont celle de 2008 qui le voit sacrer Champion du monde en étant capitaine de la sélection, il y remporte également le Tri-Nations en 2005.
Après sa carrière sportive, il devient entraîneur en prenant en main notamment Wentworthville puis la réserve des Warriors de New Zealand. Son frère, Jason Cayless, a également été international néo-zélandais de rugby à XIII.

## Palmarès
- Collectif :
  - Vainqueur de la Coupe du monde : 2008 (Nouvelle-Zélande).
  - Vainqueur du Tri-Nations : 2005 (Nouvelle-Zélande).
  - Finaliste de la Coupe du monde : 2000 (Nouvelle-Zélande).
  - Finaliste du Tri-Nations : 1999 et 2006 (Nouvelle-Zélande).
  - Finaliste de la National Rugby League : 2001 et 2009 (Parramatta).

## Statistiques
| Saison | Club            | Compétition             | Matchs | Points | Essais | Goals | Drops |
| ------ | --------------- | ----------------------- | ------ | ------ | ------ | ----- | ----- |
| 1997   | Parramatta Eels | Australian Rugby League | 1      | 0      | 0      | 0     | 0     |
| 1998   | Parramatta Eels | National Rugby League   | 19     | 12     | 3      | 0     | 0     |
| 1999   | Parramatta Eels | National Rugby League   | 15     | 12     | 3      | 0     | 0     |
| 2000   | Parramatta Eels | National Rugby League   | 17     | 12     | 3      | 0     | 0     |
| 2001   | Parramatta Eels | National Rugby League   | 27     | 16     | 4      | 0     | 0     |
| 2002   | Parramatta Eels | National Rugby League   | 19     | 4      | 1      | 0     | 0     |
| 2003   | Parramatta Eels | National Rugby League   | 9      | 8      | 2      | 0     | 0     |
| 2004   | Parramatta Eels | National Rugby League   | 10     | 8      | 2      | 0     | 0     |
| 2005   | Parramatta Eels | National Rugby League   | 26     | 20     | 5      | 0     | 0     |
| 2006   | Parramatta Eels | National Rugby League   | 21     | 4      | 1      | 0     | 0     |
| 2007   | Parramatta Eels | National Rugby League   | 22     | 12     | 3      | 0     | 0     |
| 2008   | Parramatta Eels | National Rugby League   | 23     | 1      | 0      | 0     | 1     |
| 2009   | Parramatta Eels | National Rugby League   | 26     | 0      | 0      | 0     | 0     |
| 2010   | Parramatta Eels | National Rugby League   | 24     | 4      | 1      | 0     | 0     |